# Wizbii
Wizbii est une entreprise française de services en ligne pour les jeunes et les entreprises.

## Histoire
L'entreprise est créée en 2011 par des jeunes diplômés de Grenoble École de management . L’idée originale est de devenir un « réseau social professionnel des étudiants ».
En avril 2014, Wizbii organise son premier job dating à Lescar (Pyrénées Atlantiques) entre recruteurs et jeunes diplômés, dans le secteur de l'aéronautique.
En septembre 2016, Wizbii lève 3M€. Fin 2018, elle a levé 12,5M€ auprès de la Banque franco-allemande Oddo BHF, de Caphorn Invest, de Sigma Gestion et de MATMUT innovation.
En janvier 2017, Wizbii lance sa première plateforme extra-bancaire en collaboration avec le Crédit agricole Pyrénées Gascogne.
Depuis novembre 2020, Wizbii est l’opérateur de la plateforme 1 jeune 1 solution pour le gouvernement français.
En avril 2022, Wizbii recueille des témoignages pour sensibiliser le prochain gouvernement élu à la précarité étudiante. L’entreprise propose des réductions destinées aux jeunes, à travers l’opération « kit de survie de l’étudiant ».
En 2024 l’entreprise WIZBII lance son service d'aides financières en Italie, et en juin 2025 le service sera lancé en Espagne.  
Wizbii compte 10 millions d'utilisateurs fin 2022, 7 millions d'utilisateurs début 2021.

## Activités
Wizbii propose différents services en ligne : un site d'offres d'emploi, un service de révision du code de la route, une assurance santé, un simulateur d'aides financières (similaire à celui que propose gratuitement l'administration) et des conseils pour les étudiants et jeunes diplômés.
Jusqu'en 2022, l'entreprise se rémunère en percevant un pourcentage des aides que ses clients perçoivent,. Le syndicat étudiant UNEF estime alors que l'entreprise « utilise la détresse des jeunes pour leur soutirer le peu d’aides disponibles ».
Wizbii se rémunère aussi en réalisant des plateformes à destination des jeunes pour les banques, les collectivités publiques, et le gouvernement français.